# Les Aventures de Tintin : Le Secret de La Licorne (jeu vidéo)
Pour les articles homonymes, voir Le Secret de La Licorne (homonymie).
Les Aventures de Tintin : Le Secret de La Licorne (The Adventures of Tintin: Secret of the Unicorn en anglais) est un jeu vidéo d'action-aventure sorti le 20 octobre 2011, sur PC, Wii, Xbox 360, PlayStation 3, Nintendo 3DS, Android, iOS,. C'est l'adaptation en jeu vidéo du film Les Aventures de Tintin : Le Secret de La Licorne sorti le 22 octobre 2011 en Belgique et le 26 octobre en France, lui-même adapté de trois bandes dessinées de la série Les Aventures de Tintin, écrites par Hergé, originellement intitulée Le Crabe aux pinces d'or, Le Secret de La Licorne et Le Trésor de Rackham le Rouge.

## Synopsis

### Mode principal
Le jeu commence à bord d'un hydravion, Tintin, le capitaine Haddock et Milou, se trouvent pris dans une tempête quand soudain la foudre frappe l'appareil qui s'écrase dans le désert, les trois passagers perdent alors connaissance.
Un retour en arrière et l'aventure débute un matin quand Tintin visite le marché aux puces et tombe sur une splendide maquette de bateau appelé La Licorne. Cependant, ce bateau attire du monde, dont les frères Loiseau, qui veulent l'acheter, mais Tintin refuse et ignore que cette maquette lui fera vivre une formidable aventure qui lui permettra de faire la connaissance du capitaine Haddock et de trouver le trésor de Rackham le Rouge. Le marchand conseille alors à Tintin de parler à un expert en bateaux qui se trouve là, il lui montre alors un livre qui lui raconte l'histoire du navire dont la maquette est une réplique. La Licorne était commandée par le chevalier François de Hadoque qui était capitaine de vaisseau dans la Marine royale française et le roi de France Louis XIV lui fit notamment don du château de Moulinsart, situé à 7 km au nord-est de Bruxelles, en 1695 pour le récompenser de ses services rendus. Dans le même temps, il reçut le commandement du vaisseau de ligne La Licorne à bord duquel il mena plusieurs voyages. En 1698 alors qu'il revient d'une expédition dans les Antilles avec une cargaison constituée principalement de rhum et de poudre à canon, le navire est attaqué par le pirate Rackham le Rouge et son équipage, après le combat qui s'ensuit, tous l'équipage de La Licorne est massacré par les pirates excepté François de Hadoque qui est fait prisonnier pour être exécuté le lendemain.
Alors qu'il rentre chez lui, Tintin s'arrête pour examiner le navire et trouve un parchemin à l'intérieur. Il est alors attaqué par les hommes de main des frères Loiseau dont le majordome Nestor qui lui subtilisent la maquette. Grâce à Milou et à son flair, il retrouve la piste des voleur qui le conduit au Château de Moulinsart à sept kilomètres de Bruxelles. Tintin s'introduit alors dans la propriété pour retrouver son bien tandis que deux marins inquiétant, dont Allan Thomson (doublé par Patrick Borg), épient son entrée. Tintin retrouve finalement son bien ainsi qu'une deuxième maquette dans le château mais est poursuivi par les frères Loiseau qui sont assommés par Allan et ses hommes. Intrigué par ce secours inattendu, Tintin est lui aussi assommé et enlevé par les bandits qui subtilisent un parchemin identique au sien détenu par les frères Loiseau.
Il se réveille à bord du Karaboudjan, un cargo paisible en apparence mais Tintin comprend vite que l'équipage se livre au trafic d'opium mené par le second Allan Thomson. Il comprend qu'il a été enlevé pour le forcer à remettre son parchemin car il y en a trois en tout qui permettent d'obtenir les coordonnées d'un trésor. Grâce à Milou, il s'échappe de la cale où il est retenu et fait connaissance avec le capitaine du navire nommé Archibald Haddock, lequel est traité en ivrogne par Allan qui le fait boire afin de garder le commandement. Tintin découvre alors que le capitaine Haddock est le descendant du chevalier de Hadoque qui commandait La Licorne. Le capitaine raconte alors à Tintin comment le navire de son ancêtre a été attaqué par le pirate Rackham le Rouge et ses lieutenants Diego le Navarrais et William. S'emportant en racontant l'histoire, le capitaine abîme les machines et met le navire en perdition qui coule peu après. Ils s'échappent alors avec l'hydravion du Karaboudjan et font route vers l'Afrique du Nord ayant découvert que la destination du Karaboudjan était le port de Bagghar au nord du Maroc. C'est alors que l'on assiste à nouveau à la scène de l'hydravion du début du jeu.
Tintin et Haddock arrivent alors à Bagghar et recherchent le chemin pour trouver le palais d'Omar Ben Salaad, le chef des trafiquants et armateur du Karaboudjan. Après avoir trouvé une entrée secrète, ils rencontrent Bianca Castafiore qui donne un concert au palais. Ils traversent ensuite le palais d'Omar Ben Salaad pour trouver la troisième maquette et le dernier parchemin puis s'échappent dans son avion personnel.
Ils arrivent alors sur une île Bretagne où se trouve l'ancien château de famille du chevalier de Hadoque en ruine (ce château ressemble à s'y méprendre à celui de l'album L'Île Noire). Ils découvrent que le château de Moulinsart en Belgique a été remis au chevalier de Hadoque en récompense pour services rendus.
Après un retour à Moulinsart, les héros affrontent une dernière fois les frères Loiseau, Allan et leurs complices qui sont finalement arrêtés par les Dupondt prévenus par le voisinage. Tintin et Haddock trouvent alors le trésor de Rackham le Rouge dans la cave du château.

### Mode coopératif
Quelque temps après alors que les Dupondt viennent donner des nouvelles à Tintin et Haddock de l'emprisonnement des bandits, ils font tomber accidentellement une poulie sur Haddock avec leurs cannes, ce qui lui fait perdre connaissance et lui fait revivre ses pires cauchemars.

## Personnages
La liste suivante recense les différents personnages du jeu, les personnages principaux, les amis et les ennemis. Un grand nombre de personnages secondaires notamment parmi les ennemis ont été créés pour le jeu vidéo et n'apparaissent ni dans les albums de la bande dessinée ni dans le film de Steven Spielberg. Les noms et informations sur ces personnages proviennent de la galerie des personnages dans les bonus du jeu.

### Personnages principaux
- Tintin (doublé par Alexandre Gillet[7]) : Le personnage principal du jeu, jeune bruxellois de 17 ans, Tintin est reporter pour le journal Le Petit Vingtième. Passionné par son métier, tout pour lui est sujet de reportage et d'enquête. L'intrépide reporter ne manque jamais de courage et d'agilité pour se lancer dans de nouvelles aventures et affronter ses ennemis. Milou, son plus fidèle compagnon est toujours là pour l'assister quand il en a besoin. Dans le mode coopératif, il peut lancer un grappin pour s'agripper à des crochets et attirer des choses à lui.
- Milou : Le chien de Tintin, toujours prêt à aider son maître, il est jouable dans certaines parties du jeu tant dans le mode principal que dans le mode coopératif. Il adore les os et déteste les chats. Il peut trouver des pistes avec son flair, creuser et s'aventurer dans des endroits étroits où les humains ne peuvent pas s'aventurer. C'est un fox-terrier à poil dur très sensible soupçonné d'être capable de réfléchir.
- Capitaine Archibald Haddock (doublé par Sylvain Lemarié[7]) : Le capitaine du cargo Karaboudjan, il boit du whisky et fume la pipe. Il est retenu prisonnier dans sa cabine par son second, Allan, qui l'a trahi pour détourner son navire afin de faire de la contrebande pour le compte d'Omar Ben Saalad. Tintin va faire sa connaissance à bord du navire et il deviendra son meilleur ami. Marin depuis son plus jeune âge comme le vaut la tradition familiale, il a sillonné les océans et n'aime pas l'eau salé qui lui donne soif. Il va bientôt découvrir que le capitaine détient un terrible secret de famille lié au naufrage de La Licorne au XVIIe siècle et au trésor du pirate Rackham le Rouge, il est partiellement jouable dans le mode principal. Dans le mode coopératif, il est jouable à part entière, il possède une force accrue et peut casser des murs, pousser des objets lourds et soulever des tonneaux. Contrairement à la bande dessinée et au film, il ne porte pas d'ancre de marine dessinée sur son pull.
- Bianca Castafiore : La célèbre cantatrice italienne surnommée le Rossignol milanais par la presse, accompagnée de son pianiste Igor et de sa camériste Irma, elle parcours le monde pour interpréter le célèbre Air des bijoux de Marguerite extrait de l'opéra de Charles Gounod, Faust. Elle apparaît dans le mode principal où elle se produit à Bagghar au palais d'Omar Ben Saalad. Dans le mode coopératif, elle est à débloquer comme personnage jouable après l'avoir battu sous la forme de tête géante dans les cauchemars du capitaine. Elle peut briser des vitres et actionner certains mécanismes en chantant ainsi qu'effectuer des doubles sauts.
- Dupond : Dupond est reconnaissable à sa moustache qui est droite ou en forme de D incliné. L'un des deux inspecteur de la police de Bruxelles amis de Tintin. Il a raté son concours d'entrée huit fois avant de rencontrer son collègue quasiment homonyme et de réussir un concours à eux deux, ils sont devenus inséparables et résolvent peu d'enquêtes. Dans le mode principal, ils interviennent à la fin pour arrêter les frères Loiseau, Allan et leurs hommes de mains. Dans le mode coopératif, ils sont à débloquer comme personnages jouables après les avoir battu sous la forme de tête géante dans les cauchemars du capitaine. Ils peuvent actionner des mécanismes avec leurs cannes.
- Dupont : Dupont est reconnaissable à sa moustache qui est troussée ou en forme de T. L'un des deux inspecteurs de la police de Bruxelles et amis de Tintin. Il a rencontré son collègue alter-ego en début de carrière et adore se déguiser lors des enquêtes. Dans le mode principal, ils interviennent à la fin pour arrêter les frères Loiseau, Allan et leurs hommes de mains. Dans le mode coopératif, ils sont à débloquer comme personnages jouables après les avoir battu sous la forme de tête géante dans les cauchemars du capitaine. Ils peuvent actionner des mécanismes avec leurs cannes.
- Chevalier François de Hadoque : Il est l'ancêtre du capitaine Archibald Haddock. Issu d'un famille de petite noblesse qui semble d'ascendance bretonne, anglo-normande et écossaise (en raison de son nom « Hadoque » qui pourrait être la forme francisée du nom écossais « Haddock » que portera à nouveau son descendant, ce qui impliquerait que sa famille était de noblesse récente et n'a pas conservé la particule peut-être en raison de la honte jetée sur la famille après le naufrage de son navire). Il possède un château familial situé sur une petite île au large la Bretagne, on ignore si ce château est un héritage appartenant à sa famille de longue date ou si c'était un legs récent. Il était capitaine de vaisseau dans la Marine royale française et le roi de France Louis XIV lui fit notamment don du château de Moulinsart, situé à 7 km au nord-est de Bruxelles, en 1695 pour le récompenser de ses services rendus. Dans le même temps, il reçut le commandement du vaisseau de ligne La Licorne à bord duquel il mena plusieurs voyages. En 1698 alors qu'il revient d'une expédition dans les Antilles avec une cargaison constituée principalement de rhum et de poudre à canon, le navire est attaqué par le pirate Rackham le Rouge et son équipage, après le combat qui s'ensuit, tous l'équipage de La Licorne est massacré par les pirates excepté François de Hadoque qui est fait prisonnier pour être exécuté le lendemain. Il parvient à se libérer puis fait sauter son navire pour ne pas le laisser aux mains des pirates qui s'en sont emparé, leur propre navire ayant été coulé. Seul rescapé de l'explosion, il s'enfuit avec le trésor des pirates sur une île tropicale où il vivra quelques années avant de revenir dans son pays recueilli par un autre navire mais accusé d'avoir détruit son propre navire volontairement et d'avoir ainsi fait perdre une somme énorme à l'État par le prix coûteux du vaisseau et de la cargaison, il sera mis au ban de la société et vivra désormais ses dernières années exilé sur ses terres, il portera la honte qui perdurera sur sa famille jusqu'au capitaine Haddock car décrit dans les livres comme un lâche qui saborda son navire en abandonnant son équipage. Son langage, très semblable à celui de son descendant le capitaine Haddock, est appris par des perroquets ramenés par le chevalier jusque dans son château de Bretagne depuis l'île tropicale après son retour en Europe, ils vont se transmettre les insultes fleuries typiques du chevalier de génération en génération, comme le constateront bien plus tard Tintin et le capitaine lorsqu'ils visiteront le château breton.

Ses aventures sont narrées dans ses mémoires, dont ses descendants vont se transmettre l'histoire de génération en génération jusqu'au capitaine Haddock. Le chevalier a rédigé un testament censé conduire au trésor. En effet il déclare léguer à chacun de ses trois fils une réplique miniature de La Licorne, et leur demande de déplacer le mât. Dans chaque maquette se trouve, en effet, un parchemin, et la réunion des trois indique l'emplacement du trésor. L'emplacement du parchemin est cependant différent par rapport à la bande dessinée et au film, dans ces derniers, le parchemin est enroulé dans le mât central qu'il faut dévisser alors que dans le jeu, il faut aligner les trois mâts pour reproduire la tête d'une licorne dont les différents détails se trouvent sur les voiles des trois mâts, ce qui enclenche un mécanisme qui ouvre la poupe de la maquette pour sortir le parchemin qui se trouve dans la coque du navire.
Un portrait du chevalier se trouve dans le livre donné par le bouquiniste à Tintin, lui-même reproduit du tableau le représentant qui se trouve au château breton. François de Hadoque est personnage jouable dans le mode principal dans les séquences où le capitaine Haddock raconte l'histoire de son ancêtre à Tintin, il faut mener des combats à l'épée contre les pirates qui assaillissent La Licorne. Dans le mode coopératif, il est également à débloquer comme personnage jouable après l'avoir battu sous la forme de tête géante dans les cauchemars du capitaine. Il peut sauter dans les portraits qui le représentent et dans les chandeliers pour se déplacer, il peut aussi entrer dans les armures.

### Amis

#### En Belgique: Bruxelles et Moulinsart
- Nestor : Maître d'hôtel de Moulinsart, il est patient, raffiné et discret. Il est entré à 14 ans au Château de Moulinsart comme garçon d'écurie avant de devenir majordome et premier domestique du château, il n'a donc jamais travaillé ailleurs. Il est davantage fidèle au château qu'à ses propriétaires qui ont beaucoup changé depuis qu'il y travaille. Il apparaît d'abord comme antagoniste dans le mode principal où c'est lui qui dérobe la maquette de La Licorne à Tintin sur ordre de l'un de ses deux patrons, Maxime Loiseau. Tintin et Haddock devront aussi lui faire face lors de leur passage à Moulinsart où il défend le château contre les intrus sur ordre de ses deux patrons, les frères Loiseau. Après l'arrestation de ces derniers, il décide de rester au château au service du capitaine Haddock qui a racheté la propriété. Il apparaît comme personnage non-joueur dans le mode coopératif dans les halls des portes qui donnent accès aux niveaux où c'est auprès de lui que les joueurs peuvent acheter les costumes débloqués pour les différents personnages à l'aide de l'argent récupéré dans les niveaux.

### Ennemis

#### Au Château de Moulinsart
- Maxime Loiseau : L'un des deux frères Loiseau, ils ont acheté le Château de Moulinsart à crédit, grâce à des avoirs d'origines douteuses. Antiquaires de leur état, ils sont également soupçonnés de se livrer au recel d'œuvres d'art. Maxime tente de racheter à Tintin, la maquette de La Licorne que ce dernier a acheté au marché aux puces. Lui et son frère semblent s'intéresser des très près à ce navire et à son histoire car ils possèdent une des trois maquettes qui se trouvait dans les sous-sols du château lorsqu'ils l'ont acquis et seraient sur la piste du trésor. Tintin et Haddock vont les affronter à plusieurs reprises. Les frères Loiseau absents du films de Spielberg mais présents dans la bande dessinée sont en revanche présents dans cette adaptation vidéoludique, contrairement à la bande dessinée où c'est l'un de leurs rabatteurs, Barnabé qui tente de racheter le bateau à Tintin, c'est ici Maxime Loiseau lui-même qui tente de le faire au début de l'histroire.
- G. Loiseau : L'un des deux frères Loiseau, ils ont acheté le Château de Moulinsart 18 ans plus tôt. Antiquaires de leur état, ils sont également soupçonnés de se livrer au recel d'œuvres d'art. On ne connaît que la première lettre du prénom de G. Loiseau donnée dans la bande dessinée et dans le jeu bien que dans Le Monde de Tintin, l'auteur Pol Vandromme le mentionne comme « Gustave Loiseau », sans donner la provenance de cette information[8]. Lui et son frère semblent s'intéresser des très près à La Licorne et à son histoire car ils possèdent une des trois maquettes qui se trouvait dans les sous-sols du château lorsqu'ils l'ont acquis et seraient sur la piste du trésor. Tintin et Haddock vont les affronter à plusieurs reprises. Les frères Loiseau absents du films de Spielberg mais présents dans la bande dessinée sont en revanche présents dans cette adaptation vidéoludique.
- Nestor : Voir plus haut.

#### Équipage duKaraboudjan
- Allan Thompson (doublé par Patrick Borg[7]) : Il est le premier lieutenant du capitaine Haddock sur le Karaboudjan, depuis quelque temps, il a pris le contrôle du navire en tenant le capitaine enfermé dans sa cabine et en veillant à ce qu'il boive beaucoup de whisky pour que l'alcool l'empêche de retrouver tous ses esprits. Il a à ses ordres, tout l'équipage du Karaboudjan qui comme lui a trahi le capitaine Haddock pour se livrer à des activités malhonnêtes. Il travaille en réalité pour le compte d'Omar Ben Saalad, riche négociant de Bagghar et chef de la bande du Crabe au pinces d'or, pour qui il se livre à la contrebande et au trafic de crabe transporté sur le navire dans des boîtes de conserves. Il semble également que son patron et lui soient sur la piste du trésor du pirate Rackham le Rouge et ils tentent également de réunir les trois parchemins des trois maquettes de La Licorne et sont en cela en concurrence avec les frères Loiseau. Tintin et Haddock vont l'affronter à plusieurs reprises tout au long de leurs pérégrinations.
- Tom : Matelot sur le Karaboudjan et bras droit d'Allan parce qu'il est un peu moins stupide que les autres, il a tenté de passer plusieurs diplômes lors de séjours en prison mais n'en a obtenu aucun.

#### À Bagghar
- Omar Ben Saalad : Riche négociant de Bagghar au nord de la côte marocaine, il possède un palais situé au bord de la mer. Il s'est beaucoup enrichi pendant la guerre et est réputé pour être un riche commerçant et armateur et possède un hangar attenant à son palais. Il s'occupe d'import-export et possède un grand nombre de véhicules pour s'occuper de son commerce, chevaux, motos, 20 side-cars, camions, hélicoptères ainsi qu'un avion et un dirigeable, tous portent son emblème, un crabe rouge sur fond d'un cercle noir. Ce symbole est aussi celui des boîtes de viande de crabes qu'il exporte par bateaux, notamment sur le Karaboudjan, mais il semble qu'en réalité il s'adonne à la contrebande. Il s'intéresse également au trésor du pirate Rackham le Rouge car il possède l'une des trois maquettes du navire et a chargé Allan de retrouver les deux autres en Belgique.

#### Équipage pirate auXVIIesiècle
- Rackham le Rouge : De son vrai nom, John Rackham dit « le Rouge », il doit ce surnom à la terreur sanglante qu'il causait dans les différents océans au XVIIe siècle et notamment dans les Antilles. Il fut un jeune homme issu de bonne famille anglaise, comme son nom l'indique, avant de se tourner vers la piraterie mais il en a conservé de belles toilettes et ses manières raffinées. Il a affronté à plusieurs reprises le chevalier François de Hadoque d'après les informations du jeu bien que dans la bande dessinée et le film, ils semblaient se rencontrer pour la première fois. Il est évoqué par le capitaine Haddock lorsqu'il raconte à Tintin les aventures de son ancêtre le chevalier François de Hadoque, capitaine du vaisseau La Licorne. Nous sommes alors au XVIIe siècle, La Licorne est abordée dans la mer des Antilles par le navire rapide du pirate Rackham le Rouge, son navire est apparemment un sloop, petit mais très rapide. Après un combat acharné, François de Hadoque est fait prisonnier. Rackham Le Rouge vient alors le narguer en lui montrant son trésor. Grand et maigre, il porte un large chapeau avec un plumet rouge et arbore une barbe pointue. Hadoque réussit à s'échapper. Après avoir tué Rackham en combat singulier, il fait sauter le vaisseau qui coule avec, semble-t-il, le trésor. Le personnage de Rackham Le Rouge a été inspiré à Hergé par le célèbre pirate anglais du XVIIIe siècle Jack Rackham. Sa tenue fut, par contre, inspirée d'une gravure de Rascalon représentant Montbars dit l'Exterminateur, un flibustier du XVIIIe siècle. Le visage du pirate fut inspiré du Cardinal de Richelieu. Dans le film, il est joué par Daniel Craig et il est l'ancêtre d'Ivan Ivanovitch Sakharine, personnage secondaire de la bande dessinée dans laquelle ils n'ont aucun lien ensemble, ce lien est à nouveau supprimé dans le jeu où Sakharine n'apparaît pas tandis que les frères Loiseau qui ne sont pas dans le film y sont. Dans le film, en plus de sa tenue rouge, il arbore un masque vénitien rouge destiné à dissimuler son visage et à cacher sa ressemblance avec Sakharine, ce dont Haddock se souvient en racontant l'histoire à Tintin. Ce masque n'est pas présent dans la bande dessinée où on voir le visage de Rackham le Rouge mais dans le jeu, il porte aussi ce masque bien que Sakharine ne soit pas présent et que le fait de cacher le visage du pirate au spectateur n'ai alors plus d'utilité étant donné que la ressemblance avec Sakharine n'a plus lieu d'être puisque ce dernier n'apparait pas. Rackham le Rouge est à affronter au combat à l'épée dans le mode principal lorsque l'on incarne le chevalier de Hadoque dans l'histoire du capitaine. Il revient dans le mode coopératif où il est cette fois-ci le boss récurrent de la même manière qu'Allan dans le mode principal. Il revient hanter le capitaine Haddock dans ses cauchemars et il faut le vaincre à la fin de chaque monde de l'univers des rêves.
- Diego le Navarrais : Second de Rackham le Rouge qu'il a recruté à la suite de son évasion des cachots de Nantes en creusant le sol à mains nues. Son nom indique qu'il est originaire de Navarre[Lequel ?]. Il s'est beaucoup frotté à François de Hadoque pendant l'abordage de La Licorne par qui il sera finalement tué en combat singulier. Il a affronté à plusieurs reprises le chevalier François de Hadoque sous le commandement de Rackham le Rouge d'après les informations du jeu bien que dans la bande dessinée, ils semblaient se rencontrer pour la première fois. Contrairement à l'album Le Secret de La Licorne où Diego le Navarrais est tué par François de Hadoque avant d'âtre fait prisonnier par Rackham le Rouge, il semble qu'il soit simplement blessé à l'issue du premier combat dans le jeu et que par la suite, il saute dans la chaloupe à bord de laquelle le chevalier s'échappe après avoir tué Rackham le Rouge et mit le feu aux poudres du navire, il est ainsi le dernier survivant des pirates et le chevalier de Hadoque le combat une nouvelle fois à bord de la chaloupe avant de le faire tomber à l'eau, il en ressort néanmoins encore vivant et s'accrochant à un débris du navire, il adresse des malédictions au chevalier et à sa descendance, ce qui n'a pas lieu dans la bande dessinée et est fait par Rackham le Rouge lui-même dans le film où Diego le Navarrais n'apparaît pas.
- William : L'un des lieutenants de Rackham le Rouge au XVIIe siècle. Il a aussi navigué sous les ordres de John Bowen et de Barbe-Noire, son prénom semble indiquer que comme ces derniers, il était d'origine anglaise. Il est mentalement déficient et a de nombreux tics de toutes sortes et ne trouve l'apaisement que dans les combats et les pillages. Il est partiellement inspiré physiquement du même personnage que Xavier.

## Système de jeu
Le jeu mêle les éléments d'un jeu d'action-aventure ainsi que les éléments d'un jeu de plates-formes et met en scène les environnements exposés dans le film de Steven Spielberg dont il est adapté, Les Aventures de Tintin : Le Secret de La Licorne et dans la célèbre série de bandes dessinées, intitulée Les Aventures de Tintin, réalisée par l'auteur et dessinateur belge Hergé. L'environnement du jeu s'inspire principalement des trois albums dont le film est adapté, à savoir, Le Crabe aux pinces d'or, Le Secret de La Licorne et Le Trésor de Rackham le Rouge mais il insère aussi des éléments issus d'autres albums comme L'Île Noire. Le joueur incarne les personnages de Tintin, Milou, du chevalier François de Hadoque et du capitaine Archibald Haddock lancés à travers un total de six mondes composés de trente-deux niveaux différents. Ces niveaux sont eux-mêmes composés de parcours d'obstacles en plate-forme, de combats contre des ennemis, de séquences en trois dimensions ainsi que de courses de véhicules motorisés ainsi que de niveaux bonus. Ils mettent en scène plusieurs protagonistes et antagonistes issus du film et de la bande dessinée. Le jeu comporte une aventure principale qui reprend globalement le scénario du film et des albums adaptés ; une aventure secondaire en mode coopératif qui se déroule chronologiquement après l'aventure principale et se situe dans le monde imaginaire des rêves du capitaine Haddock ; ainsi que d'un mode défis basé sur des séquences de l'aventure principale (combat à l'épée, hydravion, side-car). De nombreux bonus sont à débloquer en récupérant des objets bonus cachés dans les niveaux du mode principal et le mode coopératif.
Dans l'aventure principale, le joueur incarne principalement le personnage de Tintin. Celui-ci possède une assez large variété de mouvements qui lui permet de sauter, courir, marcher, se balancer, s'accrocher, et grimper. Il a également la possibilité d'ouvrir des portes, de donner des coups de poing ou de ramasser et lancer des objets tels que des ballons, des torches ou des bouteilles. Au fur et à mesure de sa progression, le joueur devra collecter des objets, en particulier des crabes en or cachés dans des coffres disséminés dans les différents niveaux, ils permettent de débloquer des images bonus et des biographies des différents personnages du jeu. Le joueur incarne parfois également Milou qui devra retrouver la trace d'un individu, creuser des passages ou retrouver des clés pour son maître dans des endroits trop étroits pour que celui-ci y accède. Il est enfin possible d'incarner le chevalier François de Hadoque dans des niveaux Flashback en 3D où le capitaine Haddock raconte à Tintin l'attaque et l'abordage du navire de son ancêtre par Rackham le Rouge et son équipage, le joueur se contente donc d'enchaîner des combats à l'épée où il doit frapper et parer les coups de ses adversaires puis le personnage se déplace alors automatiquement jusqu'au prochain combat. Il est possible d'incarner le capitaine Haddock selon le même principe à la fin du jeu, celui-ci suivant Tintin et Milou en tant que personnage non-joueur dans la plupart des niveaux après leur rencontre sur le Karaboudjan.
Six mondes découpés en plusieurs niveaux sont à explorer dans le jeu :
- Le marché aux puces à Bruxelles.
- Le Château de Moulinsart.
- Le cargo Karaboudjan.
- Le palais d'Omar Ben Salaad à Bagghar.
- Le Château familial en ruines de la famille de Hadoque sur l'île de Bretagne (Ce lieu est inventé pour le jeu car il n'apparaît ni dans le film ni dans la bande dessinée mais est inspiré du château de Ben Mor sur l'île écossaise isolée de l'album L'Île Noire dont il est la copie quasiment conforme).
- Retour au Château de Moulinsart.

Le mode coopératif présente le monde des rêves du capitaine Haddock avec un hall d'accueil ressemblant à Moulinsart comportant de nombreuses portes pour accéder aux niveaux à la jouabilité similaire au mode principal, le joueur incarne Haddock et Tintin au début du jeu ainsi que Milou dans certaines parties des niveaux puis il est possible de débloquer d'autres personnages au fur et à mesure de l'avancement dans les niveaux, ce sont Bianca Castafiore, les Dupondt et François de Hadoque. Nestor est également présent en tant que personnage non-joueur et c'est auprès de lui qu'il est possible d'acheter des costumes pour les personnages à l'aide de l'argent à récupérer dans les niveaux chaque fois que l'on bat un ennemi ou que l'on trouve dans des coffres, pour débloquer la possibilité d'acheter ces costumes, il faut d'abord les récupérer dans les niveaux. Des niveaux bonus se déroulant dans un monde avec des tableaux sur fond rayés (évoquant les troisième et quatrième de couvertures des albums récents de la série Tintin) sont également à débloquer en récupérant des rouages dans les niveaux. Enfin des objets bonus dorés correspondant aux différents personnages sont à récupérer dans chaque niveau, ces objets ayant la même utilité que les crabes d'or du mode principal. Chaque personnage ayant une compétence spéciale qui lui permet de récupérer son objet, il faut refaire les niveaux plusieurs fois car la première, il n'est pas possible de choisir le personnage que le joueur veut utiliser :
- Tintin : il peut lancer un grappin / objet : boussole.
- Archibald Haddock : il est le plus fort, il peut casser des murs, pousser des caisses et lancer des tonneaux / objet : ancre de marine.
- Milou : il peut creuser / objet : os.
- Bianca Castafiore : elle peut briser des vitres en chantant / objet : chaussure à talon.
- Les Dupondt : ils peuvent renvoyer des projectiles et actionner des mécanismes à l'aide de leurs cannes / objet : sceptre (évoquant le sceptre d'Ottokar de l'album du même nom.
- François de Hadoque : il peut sauter dans les portraits le représentant et dans les chandeliers pour se déplacer, il peut aussi entrer dans les armures / objet : longue-vue.

## Développement
Les Aventures de Tintin : Le Secret de La Licorne est le premier jeu vidéo de plateformes horizontales en trois dimensions de la série des jeux vidéo Tintin à être édité par Ubisoft et développé par Ubisoft et Gameloft qui succèdent ainsi à Infogrammes, un autre développeur français, qui avait édité et développé le précédent jeu vidéo de la série, Tintin : Objectif Aventure sorti dix ans plus tôt en 2001. Il aura donc fallu attendre la sortie d'une adaptation au cinéma des Aventures de Tintin pour voir un nouveau jeu vidéo sur le héros de bande dessinée. Les doublages sont réalisés en de nombreuses langues pour une sortie dans un grand nombre de pays. Le jeu est développé pour PC, pour consoles de salon, pour Nintendo 3DS ainsi que pour Android et iPhone.
Le développement du jeu se fait en rapport avec celui de film mais de façon autonome. En effet, si le scénario suit globalement le film de Spielberg, il prend également des libertés avec celui-ci de même que le film prenait des libertés avec la série de bandes dessinées, Sakharine qui est le méchant du film est absent dans le jeu et les Frères Loiseau qui sont les méchants dans l'album sont ici à nouveau les receleurs et propriétaires du Château de Moulinsart tandis qu'Allan travaille non plus pour Sakharine mais pour Omar Ben Salaad qui cherche aussi à réunir les trois parchemins pour retrouver le trésor de Rackham le Rouge tandis que dans le film, il en ignore l'existence.
Le jeu sort le 20 octobre 2011 en Europe soit deux jours avant l'avant-première mondiale à Bruxelles et six jours avant la sortie en Belgique, en France et en Suisse. Il sort ensuite le 25 octobre pour les consoles portables. Il sort le 6 décembre 2011 en Amérique du Nord soit trois jours avant la sortie au Canada et quinze jours avant la sortie aux États-Unis.

## Musique
La bande-son du jeu a été créé par Christophe Heral. La musique ne reprend presque rien des thèmes du film de Steven Spielberg composée par John Williams. On peut entendre l'Air des bijoux interprété par Bianca Castafiore à plusieurs reprises.

## Accueil
Les Aventures de Tintin : Le Secret de La Licorne a été faiblement accueilli par la majorité des critiques, mais les avis restent néanmoins partagés. Le site de test de jeux vidéo Jeuxvideo.com lui attribue une note moyenne de 10 sur 20 pour les testeurs et peut varier entre 14 et 16 sur 20 pour les lecteurs, ce qui fait une moyenne d'environ 12 sur 20 tous supports confondus, la plupart des critiques lui reprochant une durée de vie trop courte qui ne dépasse pas une grosse après-midi et sa jouabilité trop simple avec notamment des ennemis trop faciles à battre en raison du fait qu'ils tournent constamment le dos au joueur malgré un mode d'attaque furtif. Certains détails des graphismes et des cinématiques semblent en outre non finis et bâclés.
Certains passages semblent de difficulté inégale pour les jeunes joueurs d'où la question de savoir à quelle tranche d'âge s'adresse ce jeu ; Entertainment Software Rating Board le classe pour les plus de dix ans tandis que Pan European Game Information le classe à partir de douze ans.
La version mobile a été quant à elle mieux accueillie.